# Distoechodon
Distoechodon is een geslacht van straalvinnige vissen uit de familie van eigenlijke karpers (Cyprinidae).

## Soorten
- Distoechodon macrophthalmus Zhao, Kullander, Kullander & Zhang, 2009
- Distoechodon tumirostris Peters, 1881